# Еглово
Еглово — деревня в составе Великогубского сельского поселения Медвежьегорского района Республики Карелия, комплексный памятник истории.

## Общие сведения
Расположена в юго-западной части острова Еглово в северной части Онежского озера.
Сохраняется памятник архитектуры — деревянная часовня во имя иконы Богоматери «Всех скорбящих Радость» (XVIII—XIX веков).
Деревня Еглово была известна как один из центров судостроения. Здесь жил известный мастер-лодочник — Иван Федорович Вересов.

## Население
| 2002 | 2010 | 2013 |
| ---- | ---- | ---- |
| 0    | →0   | →0   |